# Giải bóng đá Hạng Nhất Quốc gia 2023
Giải bóng đá Hạng Nhất Quốc gia 2023, tên chính thức là Giải bóng đá Hạng Nhất Quốc gia Bia Sao Vàng 2023 (tiếng Anh: Gold Star V.League 2 – 2023) là mùa giải thứ 29 của V.League 2. Đây là năm đầu tiên tập đoàn Bia Sao Vàng là nhà tài trợ chính của giải đấu và cũng là mùa cuối cùng giải sử dụng thể thức xuyên năm truyền thống. Giải bắt đầu vào ngày 6 tháng 4 và kết thúc vào ngày 26 tháng 8 năm 2023.

## Thay đổi trước mùa giải

### Thay đổi đội bóng
| Xuống hạng từ V.League 1 – 2022 - Sài Gòn Thăng hạng từ giải Hạng Nhì 2022 - Hòa Bình - Bình Thuận | Thăng hạng lên V.League 1 – 2023 - Công an Hà Nội - Khánh Hòa Xuống hạng đến giải Hạng Nhì 2023 - Đắk Lắk - Cần Thơ - Sài Gòn |

1. ↑  Cần Thơ vì lý do tài chính nên không tham dự.
2. ↑  Sài Gòn không tham dự do chuyển giao không thành công suất đá Hạng Nhất cho Lâm Đồng.

### Thể thức thi đấu
Ban đầu, Ban tổ chức quyết định giải đấu sẽ áp dụng thể thức của mùa giải 2021 nhưng với một vài thay đổi:
- Giai đoạn 1: Gồm 11 lượt trận, kết quả này sẽ chia 11 đội thành 2 nhóm: 5 đội xếp trên sẽ vào nhóm A, 6 đội còn lại sẽ vào nhóm B. Điểm số của các đội sẽ giữ nguyên khi bước vào giai đoạn 2.
- Giai đoạn 2:
  - Nhóm A (Tranh chức vô địch): Gồm 5 đội, có vị trí xếp hạng từ 1 đến 5. Các đội thi đấu vòng tròn một lượt. Mỗi đội sẽ được đá 2 trận sân nhà và 2 trận sân khách. Đội vô địch sẽ thi đấu tại V.League 1 2023–24.
  - Nhóm B (Đua trụ hạng): Gồm 6 đội, có vị trí xếp hạng từ 6 đến 11. Các đội thi đấu vòng tròn một lượt. Các đội hạng 6-8 giai đoạn một thi đấu 3 trận sân nhà, 3 đội còn lại thi đấu 2 trận sân nhà. Đội đứng thứ 11 sẽ xuống thi đấu tại giải Hạng Nhì 2023–24.

Tuy nhiên, với việc Sài Gòn bỏ giải nên ngày 3 tháng 3, VPF đã đi đến quyết định quay trở lại với thể thức đá vòng tròn 2 lượt với 18 vòng đấu khi giải đấu còn 10 đội. Đội vô địch sẽ thi đấu tại V.League 1 2023–24. Đội đứng thứ 10 sẽ đá play-off với một đội bóng tại giải Hạng Nhì 2023 để xác định đội sẽ thi đấu tại giải Hạng Nhì 2023–24.

### Chuyển giao mùa giải
V.League 2 - 2023 sẽ là mùa giải cuối cùng thi đấu theo lịch trong năm. Từ mùa giải 2023–24, các đội bóng sẽ thi đấu theo lịch thi đấu châu Âu và quay trở lại thể thức 2 lượt (năm cũ–năm mới).

### Tiền thưởng
Đội vô địch mùa giải 2023 sẽ nhận được số tiền thưởng trị giá 2 tỉ đồng, tăng lên so với 1 tỉ đồng của mùa trước. Đội Á quân được thưởng 1 tỉ đồng và đội xếp thứ ba được 500 triệu đồng.

### Đối tác truyền thông
Ngày 1 tháng 11 năm 2022, VPF và Công ty cổ phần viễn thông FPT (FPT Telecom) đã ký kết hợp tác chiến lược cùng gói bản quyền truyền hình mới trong 5 mùa giải, bắt đầu từ mùa giải 2023 đến mùa giải 2026–27. Tất cả các trận đấu trong khuôn khổ V.League 2 được FPT Telecom tường thuật trực tiếp trên các hạ tầng mặt đất, cáp, vệ tinh, IPTV, Internet, di động, trình chiếu công cộng và khai thác trên mạng xã hội.

## Các đội tham dự
| Bà Rịa – Vũng Tàu      | Bình Phước | Bình Thuận              |
| ---------------------- | --- | ----------------------- |
| Sân vận động Bà Rịa    | Sân vận động Bình Phước | Sân vận động Ninh Thuận |
| Sức chứa: 10.000       | Sức chứa: 11.000 | Sức chứa: 6.000         |
|                        | không khung | không khung             |
| Hòa Bình               | Bà Rịa – Vũng TàuBình PhướcBình ThuậnHòa BìnhHuếLong AnPVF–CANDPhù ĐổngPhú ThọQuảng Nam Địa điểm các đội bóng tham dự V.League 2 - 2023 | Huế                     |
| Sân vận động Hòa Bình  | Bà Rịa – Vũng TàuBình PhướcBình ThuậnHòa BìnhHuếLong AnPVF–CANDPhù ĐổngPhú ThọQuảng Nam Địa điểm các đội bóng tham dự V.League 2 - 2023 | Sân vận động Tự Do      |
| Sức chứa: 3.600        | Bà Rịa – Vũng TàuBình PhướcBình ThuậnHòa BìnhHuếLong AnPVF–CANDPhù ĐổngPhú ThọQuảng Nam Địa điểm các đội bóng tham dự V.League 2 - 2023 | Sức chứa: 25.000        |
|                        | Bà Rịa – Vũng TàuBình PhướcBình ThuậnHòa BìnhHuếLong AnPVF–CANDPhù ĐổngPhú ThọQuảng Nam Địa điểm các đội bóng tham dự V.League 2 - 2023 |                         |
| Long An                | Bà Rịa – Vũng TàuBình PhướcBình ThuậnHòa BìnhHuếLong AnPVF–CANDPhù ĐổngPhú ThọQuảng Nam Địa điểm các đội bóng tham dự V.League 2 - 2023 | PVF–CAND                |
| Sân vận động Long An   | Bà Rịa – Vũng TàuBình PhướcBình ThuậnHòa BìnhHuếLong AnPVF–CANDPhù ĐổngPhú ThọQuảng Nam Địa điểm các đội bóng tham dự V.League 2 - 2023 | Sân vận động PVF        |
| Sức chứa: 20.000       | Bà Rịa – Vũng TàuBình PhướcBình ThuậnHòa BìnhHuếLong AnPVF–CANDPhù ĐổngPhú ThọQuảng Nam Địa điểm các đội bóng tham dự V.League 2 - 2023 | Sức chứa: 3.600         |
|                        | Bà Rịa – Vũng TàuBình PhướcBình ThuậnHòa BìnhHuếLong AnPVF–CANDPhù ĐổngPhú ThọQuảng Nam Địa điểm các đội bóng tham dự V.League 2 - 2023 |                         |
| Phù Đổng               | Phú Thọ | Quảng Nam               |
| Sân vận động Ninh Bình | Sân vận động Việt Trì | Sân vận động Tam Kỳ     |
| Sức chứa: 22.000       | Sức chứa: 16.000 | Sức chứa: 15.000        |
|                        | |                         |

### Số đội theo khu vực
| Xếp hạng                | Khu vực                | Đội bóng                      |
| ----------------------- | ---------------------- | ----------------------------- |
| 1                       | Đông Nam Bộ            | Bà Rịa – Vũng Tàu, Bình Phước |
| 1                       | Đồng bằng sông Hồng    | PVF–CAND, Phù Đổng            |
| 1                       | Duyên hải Nam Trung Bộ | Quảng Nam, Bình Thuận         |
| 2                       |                        |                               |
| Đồng bằng sông Cửu Long | Long An                |                               |
| Đông Bắc                | Phú Thọ                |                               |
| Tây Bắc                 | Hòa Bình               |                               |
| Bắc Trung Bộ            | Huế                    |                               |

## Bốc thăm

### Lần thứ nhất
Lễ bốc thăm và xếp lịch thi đấu Giải Hạng Nhất Quốc gia Bia Sao Vàng 2023 đã diễn ra vào 16 giờ ngày 22 tháng 2 năm 2023 tại Hội trường tầng 6, tòa nhà Handico, Phạm Hùng, Nam Từ Liêm, Hà Nội.

#### Nguyên tắc bốc thăm
Mười một câu lạc bộ được bốc thăm ngẫu nhiên vào các mã số từ 1 đến 11. Sau khi câu lạc bộ cuối cùng có được mã số, lịch thi đấu sẽ được dựa vào đó để tổ chức giải bóng đá Hạng Nhất Quốc gia Bia Sao Vàng 2023.

#### Mã số thi đấu các đội
| Mã số | Đội        |
| ----- | ---------- |
| 01    | Quảng Nam  |
| 02    | Sài Gòn    |
| 03    | PVF–CAND   |
| 04    | Bình Phước |
| 05    | Huế        |
| 06    | Bình Thuận |

| Mã số | Đội               |
| ----- | ----------------- |
| 07    | Phù Đổng          |
| 08    | Long An           |
| 09    | Phú Thọ           |
| 10    | Hòa Bình          |
| 11    | Bà Rịa – Vũng Tàu |

### Lần thứ hai
Với việc Sài Gòn rút lui khỏi giải đấu, lần bốc thăm lại đã được tổ chức vào lúc 15 giờ 30 ngày 7 tháng 3 năm 2023 tại trụ sở VPF để xếp lịch thi đấu cũng như thay đổi điều lệ giải cho phù hợp. Nguyên tắc bốc thăm tương tự lần thứ nhất, nhưng chỉ có 10 mã số từ 1 đến 10.
| Mã số | Đội               |
| ----- | ----------------- |
| 01    | Long An           |
| 02    | Huế               |
| 03    | Phú Thọ           |
| 04    | Bình Thuận        |
| 05    | Bà Rịa – Vũng Tàu |

| Mã số | Đội        |
| ----- | ---------- |
| 06    | Quảng Nam  |
| 07    | Hòa Bình   |
| 08    | PVF–CAND   |
| 09    | Phù Đổng   |
| 10    | Bình Phước |

## Phát sóng
Toàn bộ các trận đấu của Gold Star V.League 2 – 2023 được trực tiếp trên các kênh sóng truyền hình và nền tảng số: FPT Play, TV360, MyTV, VTV5, HTV Thể thao.

## Số khán giả
| CLB               | Tr | Vòng 1 | Vòng 2 | Vòng 3 | Vòng 4 | Vòng 5 | Vòng 6 | Vòng 7 | Vòng 8 | Vòng 9 | Vòng 10 | Vòng 11 | Vòng 12 | Vòng 13 | Vòng 14 | Vòng 15 | Vòng 16 | Vòng 17 | Vòng 18 | Tổng cộng | TB    |
| ----------------- | -- | ------ | ------ | ------ | ------ | ------ | ------ | ------ | ------ | ------ | ------- | ------- | ------- | ------- | ------- | ------- | ------- | ------- | ------- | --------- | ----- |
| Bà Rịa – Vũng Tàu | 9  | 2.500  |        |        | 2.000  | 1.500  |        | 100    | 3.000  |        |         | 800     |         |         | 1.000   | 1.000   |         | 2.000   |         | 13.900    | 1.544 |
| Bình Phước        | 9  |        | 1.000  |        | 1.000  | 1.000  |        |        | 1.500  | 500    |         | 1.000   | 500     |         |         | 700     |         |         | 500     | 7.700     | 856   |
| Bình Thuận        | 9  |        | 1.000  | 1.000  |        |        | 800    |        | 1.000  |        | 500     |         | 500     |         | 500     |         | 500     |         | 1.000   | 6.800     | 756   |
| Hòa Bình          | 9  | 2.500  |        | 2.500  |        |        | 800    | 1.600  |        |        | 700     |         |         | 700     | 1.000   |         | 1.000   | 2.000   |         | 12.800    | 1.422 |
| Huế               | 9  | 1.500  |        | 2.500  |        | 500    |        |        | 2.000  |        |         | 2.000   | 700     |         | 800     |         | 1.500   | 900     |         | 12.400    | 1.378 |
| Long An           | 9  |        | 1.000  |        | 1.000  |        | 1.500  | 800    |        | 1.500  | 500     |         |         | 700     |         | 1.000   |         |         | 3.000   | 11.000    | 1.222 |
| Phù Đổng          | 9  | 500    |        | 500    |        | 400    |        | 300    |        | 500    |         | 300     |         | 1.000   |         |         | 400     | 500     |         | 4.400     | 489   |
| Phú Thọ           | 9  | 500    |        |        | 300    |        | 700    |        |        | 100    | 300     |         | 100     | 100     |         | 100     |         | 250     |         | 2.450     | 272   |
| PVF–CAND          | 9  |        | 1.500  | 400    |        | 500    |        | 500    |        | 450    |         | 800     |         | 800     |         |         | 600     |         | 1.300   | 6.850     | 761   |
| Quảng Nam         | 9  |        | 1.200  |        | 300    |        | 700    |        | 2.000  |        | 700     |         | 2.500   |         | 1.000   | 1.500   |         |         | 10.500  | 20.400    | 2.267 |
| Tổng cộng         | 90 | 7.500  | 5.700  | 6.900  | 4.600  | 3.900  | 4.500  | 3.300  | 9.500  | 3.050  | 2.700   | 4.900   | 4.300   | 3.300   | 4.300   | 4.300   | 4.000   | 5.650   | 16.300  | 98.700    | 5.483 |
| Trung bình        | 9  | 1.500  | 1.140  | 1.380  | 920    | 780    | 900    | 660    | 1.900  | 610    | 540     | 980     | 860     | 660     | 860     | 860     | 800     | 1.130   | 3.260   | 19.740    | 1.097 |

## Lịch thi đấu và kết quả

### Lịch thi đấu

##### Vòng 1
| 06 tháng 4 năm 2023 | Hòa Bình                                               | 0–1                     | PVF–CAND                                                                                                   | Thành phố Hòa Bình, Hòa Bình                                        |  |
| 15:30               | - Trần Hữu Hoàng 56' - PGĐ điều hành Lê Quốc Vượng 88' | Chi tiết FPT Play, VTV5 | - Ngô Viết Phú 44' (ph.đ.) 78' - Nguyễn Hoàng Huy 82' - Nguyễn Hiểu Minh 90+1' - Huỳnh Minh Đoàn 48' 90+4' | Sân vận động: Hòa Bình Lượng khán giả: 2.500 Trọng tài: Vũ Văn Việt |  |

| 06 tháng 4 năm 2023 | Bà Rịa – Vũng Tàu                                                  | 0–0               | Quảng Nam                                                         | Bà Rịa, Bà Rịa Vũng Tàu                                               |  |
| 17:00               | - Lê Quyền Huy Tín 39' - Huỳnh Văn Ly 59' - Nguyễn Quang Huy 90+1' | Chi tiết FPT Play | - Nguyễn Văn Trạng 53' - Phạm Hoàng Lâm 56' - Nguyễn Văn Ngọc 73' | Sân vận động: Bà Rịa Lượng khán giả: 2.500 Trọng tài: Nguyễn Văn Chôm |  |

| 07 tháng 4 năm 2023 | Phù Đổng                                                                                    | 3–2               | Bình Phước                                                              | Thành phố Ninh Bình, Ninh Bình                                          |  |
| 16:00               | - Nguyễn Đoàn Duy Anh 12' - Nguyễn Văn Văn 51' (ph.đ.) - Lê Đắc Hùng 53' - Bùi Xuân Lộc 74' | Chi tiết FPT Play | - Lê Trương Quốc Thắng 35' - Nguyễn Ngọc Toàn 74' - Phan Bá Quyền 90+3' | Sân vận động: Ninh Bình Lượng khán giả: 500 Trọng tài: Nguyễn Nhật Minh |  |

| 08 tháng 4 năm 2023 | Huế                                                                    | 2–1               | Long An                                                       | Huế, Thừa Thiên Huế                                                  |  |
| 16:00               | - Trần Phạm Bảo Tuấn 18' - Hồ Thanh Minh 68', 90+1' - Lê Viết Hiếu 84' | Chi tiết FPT Play | - Ngô Hoàng Anh 60' - Dương Anh Tú 88' - Nguyễn Nhật Minh 89' | Sân vận động: Tự Do Lượng khán giả: 1.500 Trọng tài: Nguyễn Hữu Tuấn |  |

| 08 tháng 4 năm 2023 | Phú Thọ          | 1–1               | Bình Thuận                                    | Việt Trì, Phú Thọ                                                    |  |
| 16:00               | - Lê Hải Đức 84' | Chi tiết FPT Play | - Nguyễn Văn Thái 65' - Nguyễn Minh Quang 79' | Sân vận động: Việt Trì Lượng khán giả: 500 Trọng tài: Đặng Quốc Dũng |  |

##### Vòng 2
| 10 tháng 4 năm 2023 | Quảng Nam                                                  | 1–0               | Hòa Bình | Tam Kỳ, Quảng Nam                                                       |  |
| 17:00               | - Lê Văn Hưng 29' - Nguyễn Văn Ngọc 77' - Trần Văn Bửu 89' | Chi tiết FPT Play |          | Sân vận động: Tam Kỳ Lượng khán giả: 1.200 Trọng tài: Nguyễn Ngọc Tưởng |  |

| 11 tháng 4 năm 2023 | Bình Phước  | 0–0                             | Bà Rịa – Vũng Tàu | Đồng Xoài, Bình Phước                                                    |  |
| 17:00               | - Võ Lý 35' | Chi tiết FPT Play, HTV Thể thao | - Trần Kỳ Anh 37' | Sân vận động: Bình Phước Lượng khán giả: 1.000 Trọng tài: Trần Mạnh Hùng |  |

| 11 tháng 4 năm 2023 | PVF–CAND | 1–0               | Phù Đổng                                                                            | Văn Giang, Hưng Yên                                                                   |  |
| 19:15               | - Đào Văn Chưởng 33' - Lê Minh Bình 42' - Nguyễn Hiểu Minh 61' - Lý Trung Hiếu 74' - Nguyễn Đức Phú 81' - Trần Ngọc Sơn 90' | Chi tiết FPT Play | - Nguyễn Văn Đức 23' - Nguyễn Duy Kiên 31' - Lê Vũ Quốc Nhật 66' - Dương Văn An 86' | Sân vận động: TTĐT trẻ PVF – Bộ Công An Lượng khán giả: 1.500 Trọng tài: Đỗ Khánh Nam |  |

| 12 tháng 4 năm 2023 | Bình Thuận                                                               | 1–0               | Huế | Phan Rang – Tháp Chàm, Ninh Thuận                                         |  |
| 16:00               | - Hoàng Văn Quyết 72' - Nguyễn Đình Lợi 86' 90+2' - Ngô Quốc Cường 90+1' | Chi tiết FPT Play |     | Sân vận động: Ninh Thuận Lượng khán giả: 1.000 Trọng tài: Tăng Hoàng Tuấn |  |

| 12 tháng 4 năm 2023 | Long An                                                                | 1–1               | Phú Thọ                                                                                    | Tân An, Long An                                                      |  |
| 17:00               | - Đinh Viết Lộc 26' (l.n.) - Nguyễn Trọng Phú 72' - Phạm Trọng Hóa 87' | Chi tiết FPT Play | - Nguyễn Văn Vinh 45+1' - Bùi Văn Hưng 81' - Nguyễn Văn Tám 88' (ph.đ.) - Lê Hải Đức 90+5' | Sân vận động: Long An Lượng khán giả: 1.000 Trọng tài: Phan Văn Tuấn |  |

##### Vòng 3
| 15 tháng 4 năm 2023 | Hòa Bình                    | 1–1               | Bình Phước | Thành phố Hòa Bình, Hòa Bình                                          |  |
| 15:30               | - Bùi Anh Thống 14' (ph.đ.) | Chi tiết FPT Play | - Trịnh Việt Cường 28' - Lương Quốc Thắng 45+3' - HLV Lê Thanh Xuân 45+4' (giữa hiệp) - Hồ Sinh Bảo 55' - Võ Lý 68' (ph.đ.) - Trần Văn Chiến 90+3' | Sân vận động: Hòa Bình Lượng khán giả: 2.500 Trọng tài: Trần Ngọc Ánh |  |

| 15 tháng 4 năm 2023 | Phù Đổng                                       | 0–0                             | Quảng Nam         | Thành phố Ninh Bình, Ninh Bình                                      |  |
| 16:00               | - Lê Vũ Quốc Nhật 33' - Khổng Minh Gia Bảo 64' | Chi tiết FPT Play, HTV Thể thao | - Lê Văn Hưng 55' | Sân vận động: Ninh Bình Lượng khán giả: 500 Trọng tài: Ngô Đắc Tiến |  |

| 16 tháng 4 năm 2023 | Bình Thuận                                         | 2–4               | Long An | Phan Rang – Tháp Chàm, Ninh Thuận                                           |  |
| 16:00               | - Nguyễn Minh Quang 66', 80' - Nguyễn Đình Lợi 85' | Chi tiết FPT Play | - Nguyễn Văn Quý 36' - Võ Nhật Tân 47' - Đỗ Tấn Thành 50' - Phan Tấn Tài 52' - Nguyễn Khắc Vũ 54' - Trần Anh Thi 62' | Sân vận động: Ninh Thuận Lượng khán giả: 1.000 Trọng tài: Nguyễn Ngọc Thắng |  |

| 16 tháng 4 năm 2023 | Huế                                                                                     | 3–1               | Phú Thọ                                | Huế, Thừa Thiên Huế                                                   |  |
| 16:00               | - Nguyễn Ngọc Tú 34' - Đặng Tuấn Phong 41' - Hồ Thanh Minh 65', 70' - Nguyễn Văn Tú 75' | Chi tiết FPT Play | - Nguyễn Văn Tám 51' - Đỗ Văn Việt 87' | Sân vận động: Tự Do Lượng khán giả: 2.500 Trọng tài: Nguyễn Đức Thiện |  |

| 16 tháng 4 năm 2023 | PVF–CAND                                                       | 0–0               | Bà Rịa – Vũng Tàu            | Văn Giang, Hưng Yên                                                                    |  |
| 19:15               | - Nguyễn Đức Phú 33' - Võ Anh Quân 41' - Nguyễn Thanh Nhàn 52' | Chi tiết FPT Play | - Dương Quang Trung Hiếu 22' | Sân vận động: TTĐT trẻ PVF – Bộ Công An Lượng khán giả: 400 Trọng tài: Trần Trung Hiếu |  |

##### Vòng 4
| 19 tháng 5 năm 2023 | Quảng Nam                                      | 3–1                             | Bình Thuận                                                              | Tam Kỳ, Quảng Nam                                                  |  |
| 17:00               | - Lê Văn Hưng 66', 81' - Hoàng Thế Tài 78' 88' | Chi tiết FPT Play, HTV Thể thao | - Nguyễn Minh Quang 7' - Trần Hữu Thắng 23' - Nguyễn Lê Trường Quốc 32' | Sân vận động: Tam Kỳ Lượng khán giả: 300 Trọng tài: Đặng Quốc Dũng |  |

| 20 tháng 5 năm 2023 | Bình Phước                                                                                     | 1–2               | PVF–CAND                      | Đồng Xoài, Bình Phước                                                    |  |
| 17:00               | - Trịnh Việt Cường 11' - Đinh Tiến Phong 45' - Điểu Quy 51' - Lương Quốc Thắng 67' - Võ Lý 70' | Chi tiết FPT Play | - Lê Minh Bình 28' 88', 90+5' | Sân vận động: Bình Phước Lượng khán giả: 1.000 Trọng tài: Dương Hữu Phúc |  |

| 20 tháng 5 năm 2023 | Bà Rịa – Vũng Tàu | 2–0               | Huế                   | Bà Rịa, Bà Rịa Vũng Tàu                                             |  |
| 18:00               | - Nguyễn Thái Quốc Cường 11' - Huỳnh Văn Ly 55' - Nguyễn Trọng Bảo 78' - Nguyễn Khánh Duy 78' - Nguyễn Văn Giang 78' | Chi tiết FPT Play | - Bùi Duy Bảo 85' 89' | Sân vận động: Bà Rịa Lượng khán giả: 2.000 Trọng tài: Trần Văn Điền |  |

| 21 tháng 5 năm 2023 | Phú Thọ                                                                           | 0–2               | Hòa Bình                                                                                               | Việt Trì, Phú Thọ                                                |  |
| 16:00               | - Nguyễn Hữu Định 12' - Nguyễn Văn Vinh 18' - Đỗ Văn Việt 36' - Hồ Hoàng Tiến 59' | Chi tiết FPT Play | - Nguyễn Hồng Phúc 2' - Nguyễn Trung Đạo 11' - Vũ Đình Hai 21' - Bùi Anh Thống 79' - Lê Ngọc Trọng 86' | Sân vận động: Việt Trì Lượng khán giả: 300 Trọng tài: Đỗ Anh Đức |  |

| 21 tháng 5 năm 2023 | Long An                                                       | 0–0               | Phù Đổng                                                                | Tân An, Long An                                                        |  |
| 17:00               | - Nguyễn Nhật Minh 1' - Trần Anh Thi 25' - Phạm Trọng Hóa 78' | Chi tiết FPT Play | - Nguyễn Duy Kiên 13' - HLV Nguyễn Văn Đàn 64' - Khổng Minh Gia Bảo 90' | Sân vận động: Long An Lượng khán giả: 1.000 Trọng tài: Tăng Hoàng Tuấn |  |

##### Vòng 5
| 25 tháng 5 năm 2023 | Bình Phước | 4–3               | Quảng Nam                                                       | Đồng Xoài, Bình Phước                                                   |  |
| 17:00               | - Nguyễn Thành Công 21' - Phù Trung Phong 29', 63', 80' - Lương Văn Kỳ 39' - Bùi Xuân Quý 40' - Trần Văn Chiến 90+1' - Nguyễn Ngọc Toàn 90+5' | Chi tiết FPT Play | - Nguyễn Văn Trạng 24' - Ngân Văn Đại 51' 78' - Võ Văn Toàn 84' | Sân vận động: Bình Phước Lượng khán giả: 1.000 Trọng tài: Trần Văn Khỏe |  |

| 25 tháng 5 năm 2023 | Bà Rịa – Vũng Tàu                                           | 2–3                             | Bình Thuận | Bà Rịa, Bà Rịa Vũng Tàu                                                 |  |
| 18:00               | - Trần Kỳ Anh 30' 43' - Huỳnh Tuấn Vũ 52' - Phạm Lý Đức 74' | Chi tiết FPT Play, HTV Thể thao | - Đinh Hoàng Max 18' - Nguyễn Lê Minh Khôi 45+1' - Nguyễn Minh Quang 47', 65' - Phạm Đăng Tuấn 81' - Nguyễn Hoàng Minh Duy 83' | Sân vận động: Bà Rịa Lượng khán giả: 1.500 Trọng tài: Nguyễn Ngọc Tưởng |  |

| 26 tháng 5 năm 2023 | Huế                                         | 0–0               | Hòa Bình | Huế, Thừa Thiên Huế                                             |  |
| 16:00               | - Trần Phạm Bảo Tuấn 23' - Lê Viết Hiếu 32' | Chi tiết FPT Play |          | Sân vận động: Tự Do Lượng khán giả: 500 Trọng tài: Đỗ Khánh Nam |  |

| 26 tháng 5 năm 2023 | Phù Đổng                                                                                   | 2–0               | Phú Thọ                                   | Thành phố Ninh Bình, Ninh Bình                                       |  |
| 16:00               | - Bùi Xuân Lộc 16' 61' - Nguyễn Duy Kiên 19' - Nguyễn Hồng Sơn 43' - Nguyễn Chính Đăng 82' | Chi tiết FPT Play | - Phạm Văn Nam 67' - Nguyễn Hoàng Duy 88' | Sân vận động: Ninh Bình Lượng khán giả: 400 Trọng tài: Lê Thanh Tùng |  |

| 27 tháng 5 năm 2023 | PVF–CAND                                                               | 4–1               | Long An                                                                               | Văn Giang, Hưng Yên                                                                 |  |
| 19:15               | - Lê Minh Bình 9' - Thái Minh Thuận 43' (l.n.) - Tẩy Văn Toàn 48', 52' | Chi tiết FPT Play | - Nguyễn Trọng Phú 7' - Lê Thanh Phong 69' - Dương Anh Tú 90' - Huỳnh Văn Thanh 90+3' | Sân vận động: TTĐT trẻ PVF – Bộ Công An Lượng khán giả: 500 Trọng tài: Trần Thế Anh |  |

##### Vòng 6
| 29 tháng 5 năm 2023 | Bình Thuận                | 0–3                             | Bình Phước                                                               | Phan Rang – Tháp Chàm, Ninh Thuận                                      |  |
| 16:00               | - Hoàng Văn Quyết 18' 23' | Chi tiết FPT Play, HTV Thể thao | - Phù Trung Phong 37', 56' - Bùi Xuân Quý 75' 76' - Trần Văn Chiến 90+3' | Sân vận động: Ninh Thuận Lượng khán giả: 800 Trọng tài: Đặng Quốc Dũng |  |

| 30 tháng 5 năm 2023 | Hòa Bình                                                       | 0–0               | Phù Đổng                                                       | Thành phố Hòa Bình, Hòa Bình                                      |  |
| 15:30               | - PGĐ điều hành Lê Quốc Vượng 28' - CBPTKT Nguyễn Văn Việt 28' | Chi tiết FPT Play | - Lê Vũ Quốc Nhật 6' - Hoàng Thanh Tùng 77' - Lê Đức Lương 87' | Sân vận động: Hòa Bình Lượng khán giả: 800 Trọng tài: Vũ Văn Việt |  |

| 30 tháng 5 năm 2023 | Quảng Nam                                                                     | 3–0                             | Huế | Tam Kỳ, Quảng Nam                                                |  |
| 17:00               | - Trần Ngọc Hiệp 25' - Bùi Quang Huy 55' - Nguyễn Văn Ka 59' - Lê Văn Nam 86' | Chi tiết FPT Play, HTV Thể thao |     | Sân vận động: Tam Kỳ Lượng khán giả: 700 Trọng tài: Lê Đức Thuận |  |

| 31 tháng 5 năm 2023 | Phú Thọ                                                      | 1–0               | PVF–CAND           | Việt Trì, Phú Thọ                                                     |  |
| 16:00               | - Quách Công Đình 72' - Nguyễn Hữu Định 84' - Lê Hải Đức 90' | Chi tiết FPT Play | - Ngô Viết Phú 63' | Sân vận động: Việt Trì Lượng khán giả: 700 Trọng tài: Trần Trung Hiếu |  |

| 31 tháng 5 năm 2023 | Long An | 1–0               | Bà Rịa – Vũng Tàu                          | Tân An, Long An                                                            |  |
| 17:00               | - Nguyễn Khắc Vũ 7' 45+2' - Trần Anh Thi 12' - Võ Nhật Tân 34' - Phan Tấn Tài 45+2' - HLV Nguyễn Anh Đức 45+2' - Nguyễn Tài Lộc 53' - GĐKT Ngô Quang Sang 83' | Chi tiết FPT Play | - Lê Quyền Huy Tín 39' - Phạm Lý Đức 90+4' | Sân vận động: Long An Lượng khán giả: 1.500 Trọng tài: Nguyễn Kim Việt Bảo |  |

##### Vòng 7
| 03 tháng 6 năm 2023 | Hòa Bình                                                          | 1–1                             | Bình Thuận                                        | Thành phố Hòa Bình, Hòa Bình                                        |  |
| 15:30               | - Trần Gia Huy 50' - Trần Quốc Thành 45+3' - Nguyễn Hồng Phúc 70' | Chi tiết FPT Play, HTV Thể thao | - Nguyễn Đình Lợi 66' - Nguyễn Lê Minh Khôi 90+2' | Sân vận động: Hòa Bình Lượng khán giả: 1.600 Trọng tài: Lê Đức Cảnh |  |

| 03 tháng 6 năm 2023 | Phù Đổng                 | 0–0               | Huế | Thành phố Ninh Bình, Ninh Bình                                     |  |
| 16:00               | - Khổng Minh Gia Bảo 78' | Chi tiết FPT Play |     | Sân vận động: Ninh Bình Lượng khán giả: 300 Trọng tài: Hà Văn Thức |  |

| 04 tháng 6 năm 2023 | Long An                                                      | 3–2               | Bình Phước                                                                                                | Tân An, Long An                                                      |  |
| 17:00               | - Phan Tấn Tài 32' - Nguyễn Trọng Phú 75' - Dương Anh Tú 85' | Chi tiết FPT Play | - Bùi Xuân Quý 34' - Lương Quốc Thắng 58' - Nguyễn Ngọc Toàn 59' - Phù Trung Phong 73' - Vũ Đức Duy 90+3' | Sân vận động: Long An Lượng khán giả: 800 Trọng tài: Khổng Tam Cường |  |

| 04 tháng 6 năm 2023                                                       | Bà Rịa – Vũng Tàu                                                                    | 1–0               | Phú Thọ                                                | Bà Rịa, Bà Rịa Vũng Tàu                                           |  |
| 18:55                                                                     | - Nguyễn Trung Thành 43' - HLV Nguyễn Minh Phương 90' - Nguyễn Thái Quốc Cường 90+6' | Chi tiết FPT Play | - Ngô Sỹ Chinh 22' - Lê Hải Đức 57' - Phạm Văn Nam 59' | Sân vận động: Bà Rịa Lượng khán giả: 100 Trọng tài: Nguyễn Anh Vũ |  |
| Ghi chú: Vì điều kiện thời tiết, trận đấu được lùi giờ thi đấu sang 18:55 |                                                                                      |                   |                                                        |                                                                   |  |

| 04 tháng 6 năm 2023 | PVF–CAND             | 0–0               | Quảng Nam                                                 | Văn Giang, Hưng Yên                                                                  |  |
| 19:15               | - Huỳnh Công Đến 61' | Chi tiết FPT Play | - Lê Văn Hưng 14' - Lê Văn Nam 64' - Nguyễn Văn Trạng 66' | Sân vận động: TTĐT trẻ PVF – Bộ Công An Lượng khán giả: 500 Trọng tài: Trần Ngọc Ánh |  |

##### Vòng 8
| 08 tháng 6 năm 2023 | Bình Phước                                                       | 0–2               | Phú Thọ | Đồng Xoài, Bình Phước                                                    |  |
| 17:00               | - Bùi Xuân Quý 39' - Nguyễn Văn Thời 41' - Nguyễn Thành Công 48' | Chi tiết FPT Play | - Lê Hải Đức 45' - Nguyễn Văn Vinh 47' - Phạm Trần Thanh Vũ 61' 82' - Quách Công Đình 71' - Ngô Sỹ Chinh 87' - CBPTKT Phạm Văn Quý 90' | Sân vận động: Bình Phước Lượng khán giả: 1.500 Trọng tài: Nguyễn Văn Tạo |  |

| 08 tháng 6 năm 2023 | Bà Rịa – Vũng Tàu      | 1–1               | Hòa Bình                                                                       | Bà Rịa, Bà Rịa Vũng Tàu                                             |  |
| 18:00               | - Nguyễn Quang Huy 28' | Chi tiết FPT Play | - Thái Khắc Huy Hoàng 52' - Trần Gia Huy 74' - PGĐ điều hành Lê Quốc Vượng 88' | Sân vận động: Bà Rịa Lượng khán giả: 3.000 Trọng tài: Trần Văn Điền |  |

| 09 tháng 6 năm 2023 | Bình Thuận                                                                                   | 1–0               | Phù Đổng | Phan Rang – Tháp Chàm, Ninh Thuận                                        |  |
| 16:00               | - HLV Nguyễn Minh Dũng 42' - Mai Thanh Nam 65' - Ngô Quốc Cường 75' - Nguyễn Thanh Quang 86' | Chi tiết FPT Play | - Nguyễn Chính Đăng 18' - Nguyễn Hồng Sơn 44' - Nguyễn Văn Đức 45+3' - Nguyễn Duy Kiên 52' 55' - Lê Đức Lương 72' | Sân vận động: Ninh Thuận Lượng khán giả: 1.000 Trọng tài: Trần Văn Trọng |  |

| 09 tháng 6 năm 2023 | Huế                                                                                 | 2–0               | PVF–CAND                                  | Huế, Thừa Thiên Huế                                                    |  |
| 16:00               | - Lê Viết Hiếu 17' - Nguyễn Văn Sang 59' - Hồ Thanh Minh 85' - Ngô Hoàng Quân 90+2' | Chi tiết FPT Play | - Võ Nguyên Hoàng 17' - Phí Minh Long 74' | Sân vận động: Tự Do Lượng khán giả: 2.000 Trọng tài: Nguyễn Ngọc Thắng |  |

| 09 tháng 6 năm 2023 | Quảng Nam                                                                                                   | 2–0                             | Long An | Tam Kỳ, Quảng Nam                                                   |  |
| 17:00               | - Lê Văn Nam 14', 61' 44' - Võ Văn Toàn 28' - Trần Hoàng Hưng 45+1' - Lê Văn Hưng 51' - Nguyễn Văn Ngọc 58' | Chi tiết FPT Play, HTV Thể thao |         | Sân vận động: Tam Kỳ Lượng khán giả: 2.000 Trọng tài: Nguyễn Tấn Lê |  |

##### Vòng 9
| 23 tháng 6 năm 2023 | Phù Đổng                                                                                      | 1–1                      | Bà Rịa – Vũng Tàu                                                                             | Thành phố Ninh Bình, Ninh Bình                                      |  |
| 16:00               | - Lê Đức Lương 11' - Lê Vũ Quốc Nhật 31' - HLV Nguyễn Văn Đàn 31' 53' - Nguyễn Khắc Khiêm 69' | Chi tiết FPT Play, TV360 | - Nguyễn Duy Tâm 43' - Nguyễn Trung Thành 50' - Huỳnh Văn Ly 54' - Nguyễn Thái Quốc Cường 63' | Sân vận động: Ninh Bình Lượng khán giả: 500 Trọng tài: Ngô Đắc Tiến |  |

| 23 tháng 6 năm 2023 | PVF–CAND                                       | 2–0                      | Bình Thuận                                     | Văn Giang, Hưng Yên                                                                |  |
| 19:15               | - Lê Minh Bình 73', 89' - Nguyễn Hữu Nam 90+5' | Chi tiết FPT Play, TV360 | - Nguyễn Lê Minh Khôi 78' - Phạm Đăng Tuấn 81' | Sân vận động: TTĐT trẻ PVF – Bộ Công An Lượng khán giả: 450 Trọng tài: Vũ Văn Việt |  |

| 24 tháng 6 năm 2023 | Bình Phước                            | 1–1                      | Huế                                                                 | Đồng Xoài, Bình Phước                                                   |  |
| 17:00               | - Vũ Đức Duy 53' - Trần Tấn Tài 90+3' | Chi tiết FPT Play, TV360 | - Đặng Tuấn Phong 15' - Lê Quốc Nhật Nam 53' - Nguyễn Văn Trọng 79' | Sân vận động: Bình Phước Lượng khán giả: 500 Trọng tài: Nguyễn Văn Chôm |  |

| 24 tháng 6 năm 2023 | Long An                                                                                          | 2–2                                    | Hòa Bình                                                                                         | Tân An, Long An                                                            |  |
| 17:00               | - Nguyễn Trọng Phú 36' - Nguyễn Tài Lộc 45' 57', 74' - Nguyễn Nhật Minh 78' - Trần Anh Thi 90+2' | Chi tiết FPT Play, HTV Thể thao, TV360 | - Trần Gia Huy 8' - Phạm Anh Tú 56' - Bùi Anh Thống 63' - Đặng Quang Tú 71' - Trần Hữu Hoàng 90' | Sân vận động: Long An Lượng khán giả: 1.500 Trọng tài: Nguyễn Kim Việt Bảo |  |

| 25 tháng 6 năm 2023 | Phú Thọ           | 0–1                      | Quảng Nam                                                          | Việt Trì, Phú Thọ                                                     |  |
| 16:00               | - Hà Châu Phi 58' | Chi tiết FPT Play, TV360 | - Nguyễn Văn Ka 52' - Trần Hoàng Hưng 88' - Mạc Đức Việt Anh 90+3' | Sân vận động: Việt Trì Lượng khán giả: 100 Trọng tài: Trần Quốc Thịnh |  |

##### Vòng 10
| 30 tháng 6 năm 2023 | Bình Thuận                                                                | 2–1                      | Bà Rịa – Vũng Tàu     | Phan Rang – Tháp Chàm, Ninh Thuận                                     |  |
| 16:00               | - Trần Hữu Thắng 39' - Nguyễn Minh Quang 62', 87' - Đoàn Tuấn Phong 90+3' | Chi tiết FPT Play, TV360 | - Nguyễn Khánh Duy 9' | Sân vận động: Ninh Thuận Lượng khán giả: 500 Trọng tài: Nguyễn Anh Vũ |  |

| 30 tháng 6 năm 2023 | Long An                                                         | 1–1                                    | PVF–CAND                                                                                                  | Tân An, Long An                                                      |  |
| 17:00               | - Nguyễn Văn Nhuần 44' - Phạm Trọng Hóa 61' - Ngô Hoàng Anh 62' | Chi tiết FPT Play, HTV Thể thao, TV360 | - Võ Ngọc Tỉnh 50' - Nguyễn Thanh Nhàn 56' - Nguyễn Xuân Bắc 62' - Huỳnh Minh Đoàn 70' - Lê Minh Bình 79' | Sân vận động: Long An Lượng khán giả: 500 Trọng tài: Tăng Hoàng Tuấn |  |

| 01 tháng 7 năm 2023 | Hòa Bình                                 | 2–0                      | Huế                                         | Thành phố Hòa Bình, Hòa Bình                                        |  |
| 15:30               | - Vũ Hồng Quân 59' - Bùi Anh Thống 90+2' | Chi tiết FPT Play, TV360 | - Nguyễn Ngọc Tú 47' - Lê Quốc Nhật Nam 55' | Sân vận động: Hòa Bình Lượng khán giả: 700 Trọng tài: Lê Thanh Tùng |  |

| 01 tháng 7 năm 2023 | Phú Thọ                                 | 1–3                      | Phù Đổng                                                          | Việt Trì, Phú Thọ                                                       |  |
| 16:00               | - Ngô Sỹ Chính 23' - Nguyễn Ngọc Mỹ 85' | Chi tiết FPT Play, TV360 | - Hoàng Thanh Tùng 1' - Nguyễn Khắc Khiêm 17' - Trần Tiến Anh 79' | Sân vận động: Việt Trì Lượng khán giả: 300 Trọng tài: Nguyễn Ngọc Thắng |  |

| 01 tháng 7 năm 2023 | Quảng Nam | 4–1                                    | Bình Phước | Tam Kỳ, Quảng Nam                                                   |  |
| 17:00               | - Bùi Quang Huy 26', 39' - Lê Văn Hưng 28' - Nguyễn Văn Ngọc 31' - Lê Văn Nam 69' - Võ Văn Toàn 73' - Trần Ngọc Hiệp 78' - Nguyễn Vũ Hoàng Dương 87' - HLV Văn Sỹ Sơn 90+3' | Chi tiết FPT Play, HTV Thể thao, TV360 | - Nguyễn Văn Thời 33' - Lương Quốc Thắng 40' - Lương Văn Kỳ 75' - Phù Trung Phong 80' (ph.đ.) - Trợ lý HLV Nguyễn Văn Đứng 82' - Nguyễn Ngọc Toàn 90+3' | Sân vận động: Tam Kỳ Lượng khán giả: 700 Trọng tài: Nguyễn Hữu Tuấn |  |

##### Vòng 11
| 14 tháng 7 năm 2023 | Huế                   | 0–0                                    | Quảng Nam         | Huế, Thừa Thiên Huế                                                   |  |
| 16:00               | - Đặng Tuấn Phong 76' | Chi tiết FPT Play, TV360, HTV Thể thao | - Lê Văn Hưng 44' | Sân vận động: Tự Do Lượng khán giả: 2.000 Trọng tài: Nguyễn Đức Thiện |  |

| 14 tháng 7 năm 2023 | Bà Rịa – Vũng Tàu                               | 2–4                      | Long An | Bà Rịa, Bà Rịa Vũng Tàu                                            |  |
| 18:00               | - Lê Trung Vinh 51', 90+2' - Cao Hoàng Minh 59' | Chi tiết FPT Play, TV360 | - Lê Thanh Phong 9' - Trần Anh Thi 26' - Ngô Hoàng Anh 40' 75' - Nguyễn Trọng Phú 44' - Nguyễn Duy Thắng 61' - Nguyễn Văn Quý 65' - Nguyễn Quốc Lộc 83' 86' | Sân vận động: Bà Rịa Lượng khán giả: 800 Trọng tài: Đặng Quốc Dũng |  |

| 15 tháng 7 năm 2023 | Phù Đổng                                                                        | 0–0                      | Hòa Bình               | Thành phố Ninh Bình, Ninh Bình                                         |  |
| 16:00               | - Lê Đức Lương 44' - Lê Vũ Quốc Nhật 49' - Nguyễn Văn Đức 67' - Phan Du Học 73' | Chi tiết FPT Play, TV360 | - Nguyễn Văn Sơn 90+2' | Sân vận động: Ninh Bình Lượng khán giả: 300 Trọng tài: Nguyễn Mạnh Hải |  |

| 15 tháng 7 năm 2023 | Bình Phước                                     | 0–1                      | Bình Thuận                                            | Đồng Xoài, Bình Phước                                                     |  |
| 17:00               | - Lương Quốc Thắng 32' - Nguyễn Thành Công 41' | Chi tiết FPT Play, TV360 | - Nguyễn Văn Đô 59' - Trợ lý HLV Nguyễn Quốc Hùng 65' | Sân vận động: Bình Phước Lượng khán giả: 1.000 Trọng tài: Nguyễn Văn Phúc |  |

| 15 tháng 7 năm 2023 | PVF–CAND                                                        | 1–1                      | Phú Thọ | Văn Giang, Hưng Yên                                                                 |  |
| 19:15               | - Nguyễn Xuân Bắc 42' - Trần Đức Nam 79' - Huỳnh Công Đến 90+2' | Chi tiết FPT Play, TV360 | - Nguyễn Văn Vinh 28' - Hà Châu Phi 81' - Nhân viên vật lý trị liệu Đàm Huy Phúc 86' - HLV Hồ Hoàng Tiến 90+1' - Nguyễn Văn Tám 90+2' | Sân vận động: TTĐT trẻ PVF – Bộ Công An Lượng khán giả: 800 Trọng tài: Trần Thế Anh |  |

##### Vòng 12
| 22 tháng 7 năm 2023 | Phú Thọ                                                                               | 3–1                      | Bà Rịa – Vũng Tàu          | Việt Trì, Phú Thọ                                                      |  |
| 16:00               | - Quách Công Đình 16' - Lê Hải Đức 24', 65' - Bùi Huy Hoàng 68' - Nguyễn Hữu Định 86' | Chi tiết FPT Play, TV360 | - Phan Nhật Thanh Long 84' | Sân vận động: Việt Trì Lượng khán giả: 100 Trọng tài: Nguyễn Nhật Minh |  |

| 22 tháng 7 năm 2023 | Bình Thuận            | 0–1                      | Hòa Bình                                      | Phan Rang – Tháp Chàm, Ninh Thuận                                     |  |
| 16:00               | - Nguyễn Đình Lợi 82' | Chi tiết FPT Play, TV360 | - Trần Gia Huy 74' 74' - Nguyễn Hồng Phúc 75' | Sân vận động: Ninh Thuận Lượng khán giả: 500 Trọng tài: Trần Văn Điền |  |

| 22 tháng 7 năm 2023 | Quảng Nam                                                                                      | 2–0                      | PVF–CAND               | Tam Kỳ, Quảng Nam                                                         |  |
| 17:00               | - Nguyễn Đình Bắc 60' - Nguyễn Văn Ka 64' - Trần Hoàng Hưng 81' (ph.đ.) - Trần Đức Trung 90+4' | Chi tiết FPT Play, TV360 | - Nguyễn Hiểu Minh 79' | Sân vận động: Tam Kỳ Lượng khán giả: 2.500 Trọng tài: Nguyễn Kim Việt Bảo |  |

| 23 tháng 7 năm 2023 | Huế                                        | 0–2                      | Phù Đổng                                                                                          | Huế, Thừa Thiên Huế                                               |  |
| 16:00               | - Nguyễn Văn Trọng 25' - Bùi Duy Bảo 45+3' | Chi tiết FPT Play, TV360 | - Nguyễn Đoàn Duy Anh 28' - Nguyễn Văn Văn 45+1' - Nguyễn Chính Đăng 60' - Hoàng Thanh Tùng 90+3' | Sân vận động: Tự Do Lượng khán giả: 700 Trọng tài: Trương Hồng Vũ |  |

| 23 tháng 7 năm 2023 | Bình Phước                                                                        | 1–1                      | Long An | Đồng Xoài, Bình Phước                                                 |  |
| 17:00               | - Phù Trung Phong 18' 57' - Nguyễn Việt Thắng 38' - Hà Vũ Em 80' - Vũ Đức Duy 83' | Chi tiết FPT Play, TV360 | - Nguyễn Tài Lộc 27' - Trần Anh Thi 55' - Nguyễn Quốc Trung 85' - Nguyễn Nhật Minh 90+2' - Nguyễn Quốc Lộc 90+5' | Sân vận động: Bình Phước Lượng khán giả: 500 Trọng tài: Nguyễn Anh Vũ |  |

##### Vòng 13
| 29 tháng 7 năm 2023 | Hòa Bình                                       | 1–0                      | Bà Rịa – Vũng Tàu      | Thành phố Hòa Bình, Hòa Bình                                            |  |
| 15:30               | - Nguyễn Trung Đạo 52' - Nguyễn Duy Dũng 90+4' | Chi tiết FPT Play, TV360 | - Cao Hoàng Minh 90+4' | Sân vận động: Hòa Bình Lượng khán giả: 700 Trọng tài: Nguyễn Ngọc Thắng |  |

| 29 tháng 7 năm 2023 | Phú Thọ                                                                                                 | 1–0                      | Bình Phước              | Việt Trì, Phú Thọ                                                   |  |
| 16:00               | - Ngô Sỹ Chinh 50' - Nguyễn Hoàng Duy 62' - Bùi Huy Hoàng 62' - Nguyễn Văn Vinh 83' - Đỗ Văn Việt 90+4' | Chi tiết FPT Play, TV360 | - Nguyễn Thành Công 33' | Sân vận động: Việt Trì Lượng khán giả: 100 Trọng tài: Trần Ngọc Ánh |  |

| 29 tháng 7 năm 2023 | Long An                                                                 | 2–1                      | Quảng Nam                          | Tân An, Long An                                                    |  |
| 17:00               | - Ngô Hoàng Anh 51' (ph.đ.) - Lê Thanh Phong 56' - Nguyễn Nhật Minh 76' | Chi tiết FPT Play, TV360 | - Lê Văn Hưng 27' - Lê Văn Nam 30' | Sân vận động: Long An Lượng khán giả: 700 Trọng tài: Trần Văn Khỏe |  |

| 30 tháng 7 năm 2023 | Phù Đổng                                                               | 2–3                      | Bình Thuận                                                         | Thành phố Ninh Bình, Ninh Bình                                        |  |
| 16:00               | - Hoàng Thanh Tùng 25' - Nguyễn Chính Đăng 33' - Nguyễn Khắc Khiêm 59' | Chi tiết FPT Play, TV360 | - Nguyễn Thành Kiên 6' - Nguyễn Văn Đô 44' - Nguyễn Minh Quang 87' | Sân vận động: Ninh Bình Lượng khán giả: 1.000 Trọng tài: Đỗ Khánh Nam |  |

| 30 tháng 7 năm 2023 | PVF–CAND                                      | 2–0                                    | Huế | Văn Giang, Hưng Yên                                                                      |  |
| 19:15               | - Lê Minh Bình 5' - Nguyễn Thanh Nhàn 11' 49' | Chi tiết FPT Play, TV360, HTV Thể thao |     | Sân vận động: TTĐT trẻ PVF – Bộ Công An Lượng khán giả: 800 Trọng tài: Nguyễn Ngọc Khánh |  |

##### Vòng 14
| 02 tháng 8 năm 2023 | Hòa Bình | 0–0                      | Long An | Thành phố Hòa Bình, Hòa Bình                                          |  |
| 15:30               |          | Chi tiết FPT Play, TV360 |         | Sân vận động: Hòa Bình Lượng khán giả: 1.000 Trọng tài: Lê Thanh Tùng |  |

| 02 tháng 8 năm 2023 | Quảng Nam | 3–2                      | Phú Thọ                                                                | Tam Kỳ, Quảng Nam                                                     |  |
| 17:00               | - Nguyễn Vũ Hoàng Dương 38' - Lê Văn Nam 53' - Võ Văn Toàn 64' - Hoàng Thế Tài 72' 90+5' - Trần Văn Bửu 74' - Trợ lý HLV Cao Sỹ Cường 90' - Lê Văn Hùng 90+5' | Chi tiết FPT Play, TV360 | - CBPTKT Đậu Ngọc Tân 59' - Lê Hải Đức 61' - Nguyễn Hoàng Duy 63', 69' | Sân vận động: Tam Kỳ Lượng khán giả: 1.000 Trọng tài: Nguyễn Hữu Tuấn |  |

| 03 tháng 8 năm 2023 | Bình Thuận                                                                  | 2–5                      | PVF–CAND                                                                                         | Phan Rang – Tháp Chàm, Ninh Thuận                                      |  |
| 16:00               | - Nguyễn Văn Thái 23' - Nguyễn Lê Minh Khôi 27' 44' - Nguyễn Quốc Hoàng 88' | Chi tiết FPT Play, TV360 | - Nguyễn Thanh Nhàn 45+1', 61', 71' - Tẩy Văn Toàn 49' - Lê Minh Bình 59' - Nguyễn Hữu Nam 90+3' | Sân vận động: Ninh Thuận Lượng khán giả: 500 Trọng tài: Trần Mạnh Hùng |  |

| 03 tháng 8 năm 2023 | Huế                                                                                            | 2–0                      | Bình Phước                                                                          | Huế, Thừa Thiên Huế                                                  |  |
| 16:00               | - Huỳnh Thế Hiếu 22' - Đinh Tuấn Tài 45+1' - Lê Quốc Nhật Nam 64' 82' - Trần Phạm Bảo Tuấn 89' | Chi tiết FPT Play, TV360 | - Nguyễn Văn Thời 25' - Đinh Tiên Phong 77' - Đỗ Như Thuận Thiên 89' - Hà Vũ Em 90' | Sân vận động: Tự Do Lượng khán giả: 800 Trọng tài: Nguyễn Ngọc Tưởng |  |

| 03 tháng 8 năm 2023 | Bà Rịa – Vũng Tàu                            | 0–0                      | Phù Đổng                                                                               | Bà Rịa, Bà Rịa Vũng Tàu                                             |  |
| 18:00               | - Nguyễn Thanh Khôi 56' - Cao Hoàng Minh 90' | Chi tiết FPT Play, TV360 | - Lê Vũ Quốc Nhật 22' - Nguyễn Văn Văn 34' - Nguyễn Khắc Khiêm 45+1' - Phan Du Học 75' | Sân vận động: Bà Rịa Lượng khán giả: 1.000 Trọng tài: Phan Văn Tuấn |  |

##### Vòng 15
| 07 tháng 8 năm 2023 | Long An                                                                                       | 4–1                      | Bình Thuận                                                  | Tân An, Long An                                                      |  |
| 17:00               | - Trần Anh Thi 15' - Ngô Hoàng Anh 39' (ph.đ.) - Phan Tấn Tài 64' 70' - Huỳnh Văn Thanh 90+1' | Chi tiết FPT Play, TV360 | - Võ Thanh Hậu 12' - Nguyễn Văn Thái 67' - Võ Văn Huy 90+4' | Sân vận động: Long An Lượng khán giả: 1.000 Trọng tài: Trần Văn Điền |  |

| 07 tháng 8 năm 2023 | Quảng Nam                                                                       | 4–1                      | Phù Đổng                                           | Tam Kỳ, Quảng Nam                                                  |  |
| 17:00               | - Nguyễn Đình Bắc 16', 60' - Lê Văn Hưng 22' - Lê Văn Nam 62' - Võ Văn Toàn 76' | Chi tiết FPT Play, TV360 | - Nguyễn Văn Thủy 41' - Nguyễn Văn Toàn 87' (l.n.) | Sân vận động: Tam Kỳ Lượng khán giả: 1.500 Trọng tài: Ngô Đắc Tiến |  |

| 08 tháng 8 năm 2023 | Phú Thọ                                                         | 1–1                      | Huế                  | Việt Trì, Phú Thọ                                                 |  |
| 16:00               | - Bùi Long Nhật 23' - Quách Công Đình 55' - Nguyễn Hữu Định 87' | Chi tiết FPT Play, TV360 | - Ngô Hoàng Quân 31' | Sân vận động: Việt Trì Lượng khán giả: 100 Trọng tài: Vũ Văn Việt |  |

| 08 tháng 8 năm 2023 | Bình Phước                                                                                            | 2–0                      | Hòa Bình | Đồng Xoài, Bình Phước                                                   |  |
| 17:00               | - Lương Quốc Thắng 49' - Lương Văn Kỳ 64' - Bùi Xuân Quý 78' - Hồ Sinh Bảo 81' - Nguyễn Ngọc Toàn 85' | Chi tiết FPT Play, TV360 |          | Sân vận động: Bình Phước Lượng khán giả: 500 Trọng tài: Nguyễn Văn Phúc |  |

| 08 tháng 8 năm 2023 | Bà Rịa – Vũng Tàu | 0–3                      | PVF–CAND                                                                                   | Bà Rịa, Bà Rịa Vũng Tàu                                             |  |
| 18:00               |                   | Chi tiết FPT Play, TV360 | - Trần Đức Nam 15' - Huỳnh Công Đến 33' - Nguyễn Thanh Nhàn 52', 76' - Trần Ngọc Sơn 90+3' | Sân vận động: Bà Rịa Lượng khán giả: 1.000 Trọng tài: Trần Văn Khỏe |  |

##### Vòng 16
| 12 tháng 8 năm 2023 | PVF–CAND                                                                        | 3–1                      | Bình Phước | Văn Giang, Hưng Yên                                                                  |  |
| 19:15               | - Nguyễn Thanh Nhàn 7' - Trần Đức Nam 20' - Võ Ngọc Tỉnh 33' - Lê Minh Bình 51' | Chi tiết FPT Play, TV360 | - Nguyễn Đại Huy 24' - Nguyễn Đăng Tuấn Tài 29' - Rơ Lam Dem 83' - HLV Lê Thanh Xuân 83' - Bùi Trần Vũ 86' (ph.đ.) | Sân vận động: TTĐT trẻ PVF – Bộ Công An Lượng khán giả: 600 Trọng tài: Lê Thanh Tùng |  |

| 15 tháng 8 năm 2023 | Huế | 0–0                      | Bà Rịa – Vũng Tàu        | Huế, Thừa Thiên Huế                                                    |  |
| 16:00               |     | Chi tiết FPT Play, TV360 | - Nguyễn Quang Huy 90+2' | Sân vận động: Tự Do Lượng khán giả: 1.500 Trọng tài: Nguyễn Ngọc Thắng |  |

| 15 tháng 8 năm 2023 | Bình Thuận                                                                          | 1–7                      | Quảng Nam                                                                                | Phan Rang – Tháp Chàm, Ninh Thuận                                      |  |
| 16:00               | - HLV Nguyễn Minh Dũng 1' (trước trận) - Nguyễn Xuân Luân 11' - Nguyễn Văn Thái 73' | Chi tiết FPT Play, TV360 | - Nguyễn Đình Bắc 13', 15', 32', 45' - Lê Văn Nam 34', 68', 90+3' - Mạc Đức Việt Anh 82' | Sân vận động: Ninh Thuận Lượng khán giả: 500 Trọng tài: Đặng Quốc Dũng |  |

| 16 tháng 8 năm 2023 | Hòa Bình                                 | 1–1                      | Phú Thọ                                  | Thành phố Hòa Bình, Hòa Bình                                          |  |
| 15:30               | - Trần Quốc Đạt 39' - Vũ Tuyên Quang 69' | Chi tiết FPT Play, TV360 | - Phạm Văn Nam 69' - Quách Công Đình 89' | Sân vận động: Hòa Bình Lượng khán giả: 1.000 Trọng tài: Trần Ngọc Ánh |  |

| 16 tháng 8 năm 2023 | Phù Đổng                                                                                   | 1–3                      | Long An                                                                             | Thành phố Ninh Bình, Ninh Bình                                         |  |
| 16:00               | - Phan Thanh Hậu 2' - Nguyễn Đoàn Duy Anh 11' - Dương Văn Cường 45+3' - Nguyễn Văn Đức 73' | Chi tiết FPT Play, TV360 | - Nguyễn Quốc Lộc 11' - Lê Thanh Phong 24' - Thái Minh Thuận 35' - Đỗ Tấn Thành 89' | Sân vận động: Ninh Bình Lượng khán giả: 400 Trọng tài: Nguyễn Mạnh Hải |  |

##### Vòng 17
| 20 tháng 8 năm 2023 | Huế | 7–0                      | Bình Thuận                            | Huế, Thừa Thiên Huế                                             |  |
| 15:30               | - Nguyễn Ngọc Tú 16' - Lê Quốc Nhật Nam 45+2' (ph.đ.) - Ngô Hoàng Quân 57' - Hồ Thanh Minh 62' - Nguyễn Văn Tú 83' - Phan Nhật Hào 86' - Nguyễn Đình Đới 88' | Chi tiết FPT Play, TV360 | - Võ Văn Huy 40' - Phạm Đăng Tuấn 59' | Sân vận động: Tự Do Lượng khán giả: 900 Trọng tài: Trần Thế Anh |  |

| 20 tháng 8 năm 2023 | Phú Thọ                                                                      | 1–1                      | Long An                                                        | Việt Trì, Phú Thọ                                                 |  |
| 15:30               | - Nguyễn Văn Vinh 24' - Đỗ Văn Đạt 30' - Lê Hải Đức 49' - Nguyễn Văn Tám 86' | Chi tiết FPT Play, TV360 | - Lê Hoàng Dương 21' - Lê Thanh Phong 45+2' - Trần Nhật Hà 81' | Sân vận động: Việt Trì Lượng khán giả: 250 Trọng tài: Vũ Văn Việt |  |

| 20 tháng 8 năm 2023 | Bà Rịa – Vũng Tàu | 2–1                      | Bình Phước                                                                                             | Bà Rịa, Bà Rịa Vũng Tàu                                          |  |
| 15:30               | - Huỳnh Văn Ly 35' - Phan Nhật Thanh Long 45+2' - Huỳnh Tuấn Vũ 49' - Nguyễn Quang Huy 55' 90+4' - Nguyễn Thanh Khôi 79' | Chi tiết FPT Play, TV360 | - Nguyễn Hoàng Trung Nguyên 11' - Đinh Tiên Phong 45+2' 78' - Nguyễn Thành Công 49' - Bùi Xuân Quý 65' | Sân vận động: Bà Rịa Lượng khán giả: 2.000 Trọng tài: Lê Vũ Linh |  |

| 20 tháng 8 năm 2023 | Hòa Bình                                    | 3–2                      | Quảng Nam                                                                                 | Thành phố Hòa Bình, Hòa Bình                                             |  |
| 15:30               | - Vũ Đình Hai 45+2', 78' - Trần Gia Huy 50' | Chi tiết FPT Play, TV360 | - Trần Ngọc Hiệp 55' - Lê Văn Hưng 69' - Trần Hữu Đông Triều 70' - Mạc Đức Việt Anh 90+1' | Sân vận động: Hòa Bình Lượng khán giả: 2.000 Trọng tài: Nguyễn Ngọc Tùng |  |

| 20 tháng 8 năm 2023 | Phù Đổng              | 0–2                      | PVF–CAND                                                    | Thành phố Ninh Bình, Ninh Bình                                      |  |
| 15:30               | - Lê Công Đức 51' 65' | Chi tiết FPT Play, TV360 | - Huỳnh Công Đến 12' - Lê Minh Bình 29' - Ngô Đức Hoàng 71' | Sân vận động: Ninh Bình Lượng khán giả: 500 Trọng tài: Ngô Đắc Tiến |  |

##### Vòng 18
| 26 tháng 8 năm 2023 | Long An | 3–1                      | Huế                                                                | Tân An, Long An                                                            |  |
| 16:00               | - Dương Anh Tú 24' 71' - Trần Anh Thi 25' 42' - Phan Đình Vũ Hải 75' - Lê Hoàng Dương 83' (ph.đ.) - Nguyễn Tài Lộc 85' - Nguyễn Khắc Vũ 90+1' | Chi tiết FPT Play, TV360 | - Hồ Thanh Minh 27' (ph.đ.) - Đinh Tuấn Tài 44' - Lê Viết Hiếu 81' | Sân vận động: Long An Lượng khán giả: 3.000 Trọng tài: Nguyễn Kim Việt Bảo |  |

| 26 tháng 8 năm 2023 | Bình Thuận                                                          | 3–1                      | Phú Thọ                                   | Phan Rang – Tháp Chàm, Ninh Thuận                                      |  |
| 16:00               | - Võ Thanh Hậu 19' - Nguyễn Văn Đô 45+1', 51' - Đoàn Tuấn Phong 66' | Chi tiết FPT Play, TV360 | - Hoàng Anh Tuấn 44' - Nguyễn Văn Tám 64' | Sân vận động: Ninh Thuận Lượng khán giả: 1.000 Trọng tài: Đỗ Khánh Nam |  |

| 26 tháng 8 năm 2023 | Quảng Nam                                                                                            | 4–0                                    | Bà Rịa – Vũng Tàu                              | Tam Kỳ, Quảng Nam                                                       |  |
| 16:00               | - Võ Văn Toàn 3' - Nguyễn Đình Bắc 11' - Nguyễn Văn Ka 45+2' - Nguyễn Văn Trạng 54' - Lê Văn Nam 81' | Chi tiết FPT Play, TV360, HTV Thể thao | - Nguyễn Thanh Khôi 60' - Nguyễn Duy Tâm 90+3' | Sân vận động: Tam Kỳ Lượng khán giả: 10.500 Trọng tài: Nguyễn Viết Duẩn |  |

| 26 tháng 8 năm 2023 | PVF–CAND                                           | 3–2                      | Hòa Bình | Văn Giang, Hưng Yên                                                                    |  |
| 16:00               | - Nguyễn Thanh Nhàn 11', 34' - Nguyễn Xuân Bắc 72' | Chi tiết FPT Play, TV360 | - CBPTKT Nguyễn Văn Việt 3' - Trần Hữu Hoàng 10' - Trần Gia Huy 26' - Nguyễn Nam Trường 43' - PGĐ điều hành Lê Quốc Vượng 45' - Trần Quốc Thành 83' - Phó trưởng đoàn Nguyễn Hoài Nam 90+2' 90+2' | Sân vận động: TTĐT trẻ PVF – Bộ Công An Lượng khán giả: 1.300 Trọng tài: Trần Ngọc Nhớ |  |

| 26 tháng 8 năm 2023 | Bình Phước                                                       | 3–1                      | Phù Đổng             | Đồng Xoài, Bình Phước                                                 |  |
| 16:00               | - Phù Trung Phong 13' - Đinh Tiến Phong 24' - Trần Đình Hùng 38' | Chi tiết FPT Play, TV360 | - Nguyễn Tuấn Em 70' | Sân vận động: Bình Phước Lượng khán giả: 500 Trọng tài: Trần Văn Khỏe |  |

### Tóm tắt kết quả
| Nhà \ Khách       | BRV | BIP | BIT | HBI | HUE | LAN | PHD | PHT | CND | QNA |
| ----------------- | --- | --- | --- | --- | --- | --- | --- | --- | --- | --- |
| Bà Rịa – Vũng Tàu |     | 2–1 | 2–3 | 1–1 | 2–0 | 2–4 | 0–0 | 1–0 | 0–3 | 0–0 |
| Bình Phước        | 0–0 |     | 0–1 | 2–0 | 1–1 | 1–1 | 3–1 | 0–2 | 1–2 | 4–3 |
| Bình Thuận        | 2–1 | 0–3 |     | 0–1 | 1–0 | 2–4 | 1–0 | 3–1 | 2–5 | 1–7 |
| Hòa Bình          | 1–0 | 1–1 | 1–1 |     | 2–0 | 0–0 | 0–0 | 1–1 | 0–1 | 3–2 |
| Huế               | 0–0 | 2–0 | 7–0 | 0–0 |     | 2–1 | 0–2 | 3–1 | 2–0 | 0–0 |
| Long An           | 1–0 | 3–2 | 4–1 | 2–2 | 3–1 |     | 0–0 | 1–1 | 1–1 | 2–1 |
| Phù Đổng          | 1–1 | 3–2 | 2–3 | 0–0 | 0–0 | 1–3 |     | 2–0 | 0–2 | 0–0 |
| Phú Thọ           | 3–1 | 1–0 | 1–1 | 0–2 | 1–1 | 1–1 | 1–3 |     | 1–0 | 0–1 |
| PVF–CAND          | 0–0 | 3–1 | 2–0 | 3–2 | 2–0 | 4–1 | 1–0 | 1–1 |     | 0–0 |
| Quảng Nam         | 4–0 | 4–1 | 3–1 | 1–0 | 3–0 | 2–0 | 4–1 | 3–2 | 2–0 |     |

### Tiến trình mùa giải
| Đội ╲ Vòng        | 1 | 2 | 3 | 4 | 5 | 6 | 7 | 8 | 9 | 10 | 11 | 12 | 13 | 14 | 15 | 16 | 17 | 18 |
| ----------------- | - | - | - | - | - | - | - | - | - | -- | -- | -- | -- | -- | -- | -- | -- | -- |
| Bà Rịa – Vũng Tàu | H | H | H | T | B | B | T | H | H | B  | B  | B  | B  | H  | B  | H  | T  | B  |
| Bình Phước        | B | H | H | B | T | T | B | B | H | B  | B  | H  | B  | B  | T  | B  | B  | T  |
| Bình Thuận        | H | T | B | B | T | B | H | T | B | T  | T  | B  | T  | B  | B  | B  | B  | T  |
| Hòa Bình          | B | B | H | T | H | H | H | H | H | T  | H  | T  | T  | H  | B  | H  | T  | B  |
| Huế               | T | B | T | B | H | B | H | T | H | B  | H  | B  | B  | T  | H  | H  | T  | B  |
| Long An           | B | H | T | H | B | T | T | B | H | H  | T  | H  | T  | H  | T  | T  | H  | T  |
| Phù Đổng          | T | B | H | H | T | H | H | B | H | T  | H  | T  | B  | H  | B  | B  | B  | B  |
| Phú Thọ           | H | H | B | B | B | T | B | T | B | B  | H  | T  | T  | B  | H  | H  | H  | B  |
| PVF–CAND          | T | T | H | T | T | B | H | B | T | H  | H  | B  | T  | T  | T  | T  | T  | T  |
| Quảng Nam         | H | T | H | T | B | T | H | T | T | T  | H  | T  | B  | T  | T  | T  | B  | T  |

### Vị trí các đội qua các vòng đấu
| Đội ╲ Vòng | 1                 | 2  | 3  | 4  | 5  | 6  | 7  | 8  | 9  | 10 | 11 | 12 | 13 | 14 | 15 | 16 | 17 | 18 |   |
| ---------- | ----------------- | -- | -- | -- | -- | -- | -- | -- | -- | -- | -- | -- | -- | -- | -- | -- | -- | -- | - |
| Đội ╲ Vòng | Bà Rịa – Vũng Tàu | 6  | 7  | 7  | 3  | 6  | 8  | 5  | 6  | 5  | 8  | 8  | 9  | 9  | 9  | 10 | 10 | 9  | 9 |
| Bình Phước | 8                 | 8  | 8  | 9  | 8  | 4  | 6  | 9  | 9  | 9  | 9  | 10 | 10 | 10 | 9  | 9  | 10 | 10 |   |
| Bình Thuận | 4                 | 2  | 6  | 8  | 5  | 7  | 8  | 5  | 7  | 4  | 3  | 5  | 4  | 5  | 5  | 5  | 6  | 5  |   |
| Hòa Bình   | 10                | 10 | 10 | 7  | 7  | 9  | 9  | 8  | 8  | 6  | 6  | 6  | 5  | 4  | 4  | 4  | 4  | 4  |   |
| Huế        | 2                 | 5  | 2  | 4  | 4  | 6  | 7  | 3  | 3  | 7  | 7  | 7  | 8  | 7  | 7  | 7  | 5  | 6  |   |
| Long An    | 9                 | 9  | 4  | 5  | 9  | 5  | 3  | 4  | 4  | 5  | 4  | 4  | 3  | 3  | 3  | 3  | 3  | 3  |   |
| Phù Đổng   | 1                 | 4  | 5  | 6  | 3  | 3  | 4  | 7  | 6  | 3  | 5  | 3  | 6  | 6  | 6  | 6  | 7  | 7  |   |
| Phú Thọ    | 5                 | 6  | 9  | 10 | 10 | 10 | 10 | 10 | 10 | 10 | 10 | 8  | 7  | 8  | 8  | 8  | 8  | 8  |   |
| PVF–CAND   | 3                 | 1  | 1  | 1  | 1  | 1  | 1  | 2  | 2  | 2  | 2  | 2  | 2  | 2  | 2  | 2  | 2  | 2  |   |
| Quảng Nam  | 7                 | 3  | 3  | 2  | 2  | 2  | 2  | 1  | 1  | 1  | 1  | 1  | 1  | 1  | 1  | 1  | 1  | 1  |   |

## Bảng xếp hạng
| VT | Đội               | ST | T  | H | B  | BT | BB | HS  | Đ  | Thăng hạng hoặc xuống hạng        |
| -- | ----------------- | -- | -- | - | -- | -- | -- | --- | -- | --------------------------------- |
| 1  | Quảng Nam (C, P)  | 18 | 11 | 4 | 3  | 40 | 15 | +25 | 37 | Thăng hạng lên V.League 1 2023–24 |
| 2  | PVF–CAND          | 18 | 11 | 4 | 3  | 30 | 14 | +16 | 37 |                                   |
| 3  | Long An           | 18 | 8  | 7 | 3  | 32 | 24 | +8  | 31 |                                   |
| 4  | Hòa Bình          | 18 | 5  | 9 | 4  | 17 | 15 | +2  | 24 |                                   |
| 5  | Bình Thuận        | 18 | 7  | 2 | 9  | 23 | 44 | −21 | 23 |                                   |
| 6  | Huế               | 18 | 5  | 6 | 7  | 19 | 19 | 0   | 21 |                                   |
| 7  | Phù Đổng          | 18 | 4  | 7 | 7  | 16 | 21 | −5  | 19 |                                   |
| 8  | Phú Thọ           | 18 | 4  | 6 | 8  | 18 | 25 | −7  | 18 |                                   |
| 9  | Bà Rịa – Vũng Tàu | 18 | 3  | 7 | 8  | 13 | 24 | −11 | 16 |                                   |
| 10 | Bình Phước        | 18 | 4  | 4 | 10 | 23 | 30 | −7  | 16 |                                   |

## Play-off
| Bình Phước        | 1–1 | Đắk Lắk |
| ----------------- | --- | ------- |
|                   |     |         |
| Loạt sút luân lưu |     |         |
|                   | 4–3 |         |

## Thống kê mùa giải

### Theo câu lạc bộ
| Xếp hạng                     | Câu lạc bộ                              | Số lượng |
| ---------------------------- | --------------------------------------- | -------- |
| CLB thắng nhiều nhất         | PVF–CAND, Quảng Nam                     | 11 trận  |
| CLB thắng ít nhất            | Bà Rịa – Vũng Tàu                       | 3 trận   |
| CLB hoà nhiều nhất           | Hòa Bình                                | 9 trận   |
| CLB hoà ít nhất              | Bình Thuận                              | 2 trận   |
| CLB thua nhiều nhất          | Bình Phước                              | 10 trận  |
| CLB thua ít nhất             | Long An, PVF–CAND, Quảng Nam            | 3 trận   |
| Chuỗi thắng dài nhất         | PVF–CAND                                | 6 trận   |
| Chuỗi bất bại dài nhất       | Hòa Bình                                | 12 trận  |
| Chuỗi không thắng dài nhất   | Bà Rịa – Vũng Tàu                       | 9 trận   |
| Chuỗi thua dài nhất          | Bà Rịa – Vũng Tàu, Bình Thuận, Phù Đổng | 4 trận   |
| CLB ghi nhiều bàn thắng nhất | Quảng Nam                               | 40 bàn   |
| CLB ghi ít bàn thắng nhất    | Bà Rịa – Vũng Tàu                       | 13 bàn   |
| CLB lọt lưới nhiều nhất      | Bình Thuận                              | 44 bàn   |
| CLB lọt lưới ít nhất         | PVF–CAND                                | 14 bàn   |
| CLB nhận thẻ vàng nhiều nhất | Bình Phước                              | 50 thẻ   |
| CLB nhận thẻ vàng ít nhất    | Huế                                     | 20 thẻ   |
| CLB nhận thẻ đỏ nhiều nhất   | Phù Đổng                                | 3 thẻ    |
| CLB nhận thẻ đỏ ít nhất      | Hòa Bình, Long An, Quảng Nam            | 0 thẻ    |

### Theo cầu thủ

#### Cầu thủ ghi bàn hàng đầu
Dưới đây là danh sách những cầu thủ ghi bàn của giải đấu. Đã có 231 bàn thắng ghi được trong 90 trận đấu, trung bình 2.57 bàn thắng mỗi trận đấu.

| Xếp hạng | Cầu thủ                | Câu lạc bộ        | Số bàn thắng |
| -------- | ---------------------- | ----------------- | ------------ |
| 1        | Nguyễn Thanh Nhàn      | PVF–CAND          | 10           |
| 1        | Lê Văn Nam             | Quảng Nam         | 10           |
| 2        | Lê Minh Bình           | PVF–CAND          | 9            |
| 3        | Phù Trung Phong        | Bình Phước        | 8            |
| 3        | Nguyễn Minh Quang      | Bình Thuận        | 8            |
| 3        | Nguyễn Đình Bắc        | Quảng Nam         | 8            |
| 4        | Hồ Thanh Minh          | Huế               | 7            |
| 5        | Trần Gia Huy           | Hòa Bình          | 5            |
| 5        | Lê Thanh Phong         | Long An           | 5            |
| 5        | Ngô Hoàng Anh          | Long An           | 5            |
| 5        | Lê Hải Đức             | Phú Thọ           | 5            |
| 6        | Nguyễn Văn Đô          | Bình Thuận        | 4            |
| 6        | Bùi Anh Thống          | Hòa Bình          | 4            |
| 6        | Trần Anh Thi           | Long An           | 4            |
| 6        | Lê Văn Hưng            | Quảng Nam         | 4            |
| 6        | Võ Văn Toàn            | Quảng Nam         | 4            |
| 7        | Bùi Xuân Quý           | Bình Phước        | 3            |
| 7        | Đinh Tiến Phong        | Bình Phước        | 3            |
| 7        | Nguyễn Văn Thái        | Bình Thuận        | 3            |
| 7        | Lê Quốc Nhật Nam       | Huế               | 3            |
| 7        | Hoàng Thanh Tùng       | Phù Đổng          | 3            |
| 7        | Nguyễn Khắc Khiêm      | Phù Đổng          | 3            |
| 7        | Nguyễn Văn Tám         | Phú Thọ           | 3            |
| 7        | Trần Đức Nam           | PVF–CAND          | 3            |
| 7        | Bùi Quang Huy          | Quảng Nam         | 3            |
| 8        | Lê Trung Vinh          | Bà Rịa – Vũng Tàu | 2            |
| 8        | Nguyễn Quang Huy       | Bà Rịa – Vũng Tàu | 2            |
| 8        | Nguyễn Thái Quốc Cường | Bà Rịa – Vũng Tàu | 2            |
| 8        | Phan Nhật Thanh Long   | Bà Rịa – Vũng Tàu | 2            |
| 8        | Vũ Đức Duy             | Bình Phước        | 2            |
| 8        | Nguyễn Đình Lợi        | Bình Thuận        | 2            |
| 8        | Võ Thanh Hậu           | Bình Thuận        | 2            |
| 8        | Ngô Hoàng Quân         | Huế               | 2            |
| 8        | Nguyễn Ngọc Tú         | Huế               | 2            |
| 8        | Dương Anh Tú           | Long An           | 2            |
| 8        | Đỗ Tấn Thành           | Long An           | 2            |
| 8        | Nguyễn Quốc Lộc        | Long An           | 2            |
| 8        | Nguyễn Tài Lộc         | Long An           | 2            |
| 8        | Phan Tấn Tài           | Long An           | 2            |
| 8        | Bùi Xuân Lộc           | Phù Đổng          | 2            |
| 8        | Nguyễn Văn Văn         | Phù Đổng          | 2            |
| 8        | Nguyễn Hoàng Duy       | Phú Thọ           | 2            |
| 8        | Tẩy Văn Toàn           | PVF–CAND          | 2            |
| 8        | Hoàng Thế Tài          | Quảng Nam         | 2            |
| 8        | Mạc Đức Việt Anh       | Quảng Nam         | 2            |
| 8        | Nguyễn Văn Trạng       | Quảng Nam         | 2            |
| 8        | Nguyễn Vũ Hoàng Dương  | Quảng Nam         | 2            |
| 9        | Huỳnh Tuấn Vũ          | Bà Rịa – Vũng Tàu | 1            |
| 9        | Huỳnh Văn Ly           | Bà Rịa – Vũng Tàu | 1            |
| 9        | Nguyễn Khánh Duy       | Bà Rịa – Vũng Tàu | 1            |
| 9        | Nguyễn Trọng Bảo       | Bà Rịa – Vũng Tàu | 1            |
| 9        | Phạm Lý Đức            | Bà Rịa – Vũng Tàu | 1            |
| 9        | Bùi Trần Vũ            | Bình Phước        | 1            |
| 9        | Hồ Sinh Bảo            | Bình Phước        | 1            |
| 9        | Lê Trương Quốc Thắng   | Bình Phước        | 1            |
| 9        | Lương Quốc Thắng       | Bình Phước        | 1            |
| 9        | Phan Bá Quyền          | Bình Phước        | 1            |
| 9        | Trần Đình Hùng         | Bình Phước        | 1            |
| 9        | Võ Lý                  | Bình Phước        | 1            |
| 9        | Đinh Hoàng Max         | Bình Thuận        | 1            |
| 9        | Mai Thanh Nam          | Bình Thuận        | 1            |
| 9        | Nguyễn Lê Minh Khôi    | Bình Thuận        | 1            |
| 9        | Nguyễn Thành Kiên      | Bình Thuận        | 1            |
| 9        | Lê Ngọc Trọng          | Hòa Bình          | 1            |
| 9        | Nguyễn Nam Trường      | Hòa Bình          | 1            |
| 9        | Nguyễn Trung Đạo       | Hòa Bình          | 1            |
| 9        | Trần Quốc Đạt          | Hòa Bình          | 1            |
| 9        | Trần Quốc Thành        | Hòa Bình          | 1            |
| 9        | Vũ Đình Hai            | Hòa Bình          | 1            |
| 9        | Vũ Hồng Quân           | Hòa Bình          | 1            |
| 9        | Huỳnh Thế Hiếu         | Huế               | 1            |
| 9        | Nguyễn Đình Đới        | Huế               | 1            |
| 9        | Nguyễn Văn Sang        | Huế               | 1            |
| 9        | Nguyễn Văn Tú          | Huế               | 1            |
| 9        | Phan Nhật Hào          | Huế               | 1            |
| 9        | Huỳnh Văn Thanh        | Long An           | 1            |
| 9        | Lê Hoàng Dương         | Long An           | 1            |
| 9        | Nguyễn Khắc Vũ         | Long An           | 1            |
| 9        | Nguyễn Nhật Minh       | Long An           | 1            |
| 9        | Nguyễn Trọng Phú       | Long An           | 1            |
| 9        | Nguyễn Văn Quý         | Long An           | 1            |
| 9        | Võ Nhật Tân            | Long An           | 1            |
| 9        | Nguyễn Chính Đăng      | Phù Đổng          | 1            |
| 9        | Nguyễn Đoàn Duy Anh    | Phù Đổng          | 1            |
| 9        | Nguyễn Tuấn Em         | Phù Đổng          | 1            |
| 9        | Phan Thanh Hậu         | Phù Đổng          | 1            |
| 9        | Trần Tiến Anh          | Phù Đổng          | 1            |
| 9        | Bùi Huy Hoàng          | Phú Thọ           | 1            |
| 9        | Bùi Long Nhật          | Phú Thọ           | 1            |
| 9        | Đỗ Văn Đạt             | Phú Thọ           | 1            |
| 9        | Hà Châu Phi            | Phú Thọ           | 1            |
| 9        | Ngô Sỹ Chinh           | Phú Thọ           | 1            |
| 9        | Nguyễn Ngọc Mỹ         | Phú Thọ           | 1            |
| 9        | Nguyễn Văn Vinh        | Phú Thọ           | 1            |
| 9        | Quách Công Đình        | Phú Thọ           | 1            |
| 9        | Huỳnh Công Đến         | PVF–CAND          | 1            |
| 9        | Lý Trung Hiếu          | PVF–CAND          | 1            |
| 9        | Ngô Viết Phú           | PVF–CAND          | 1            |
| 9        | Nguyễn Hữu Nam         | PVF–CAND          | 1            |
| 9        | Nguyễn Xuân Bắc        | PVF–CAND          | 1            |
| 9        | Ngân Văn Đại           | Quảng Nam         | 1            |
| 9        | Nguyễn Văn Ka          | Quảng Nam         | 1            |
| 9        | Trần Hoàng Hưng        | Quảng Nam         | 1            |

#### Bàn phản lưới nhà
| Xếp hạng | Cầu thủ         | Câu lạc bộ | Đối thủ  | Số bàn |
| -------- | --------------- | ---------- | -------- | ------ |
| 1        | Thái Minh Thuận | Long An    | PVF–CAND | 1      |
| 1        | Đinh Viết Lộc   | Phú Thọ    | Long An  | 1      |
| 1        | Nguyễn Văn Toản | Quảng Nam  | Phù Đổng | 1      |

#### Ghi hat-trick
| Cầu thủ           | Câu lạc bộ | Đối thủ    | Kết quả | Ngày                |
| ----------------- | ---------- | ---------- | ------- | ------------------- |
| Nguyễn Đình Bắc4  | Quảng Nam  | Bình Thuận | 7–1 (A) | 15 tháng 8 năm 2023 |
| Lê Văn Nam        | Quảng Nam  | Bình Thuận | 7–1 (A) | 15 tháng 8 năm 2023 |
| Nguyễn Thanh Nhàn | PVF–CAND   | Bình Thuận | 5–2 (A) | 3 tháng 8 năm 2023  |
| Phù Trung Phong   | Bình Phước | Quảng Nam  | 4–3 (H) | 25 tháng 5 năm 2023 |

- Ghi chú:

4: ghi 4 bàn; (H) – Sân nhà; (A) – Sân khách

#### Số trận giữ sạch lưới
| Xếp hạng | Thủ môn                | Câu lạc bộ        | Số trận giữ sạch lưới |
| -------- | ---------------------- | ----------------- | --------------------- |
| 1        | Dương Văn Cường        | Phù Đổng          | 9                     |
| 1        | Tống Đức An            | Quảng Nam         | 9                     |
| 2        | Nguyễn Tiến Tạo        | Huế               | 6                     |
| 2        | Phí Minh Long          | PVF–CAND          | 6                     |
| 3        | Nguyễn Anh Tuấn        | Bà Rịa – Vũng Tàu | 5                     |
| 4        | Nguyễn Duy Dũng        | Hòa Bình          | 4                     |
| 4        | Vũ Tuyên Quang         | Hòa Bình          | 4                     |
| 5        | Ngô Quốc Cường         | Bình Thuận        | 3                     |
| 5        | Trần Nhật Hà           | Long An           | 3                     |
| 6        | Nguyễn Nhật Nguyên     | Bà Rịa – Vũng Tàu | 2                     |
| 6        | Hồ Viết Đại            | Phú Thọ           | 2                     |
| 6        | Nguyễn Thanh Tuấn      | PVF–CAND          | 2                     |
| 7        | Lâm Lê Phước Tiến Dũng | Bình Phước        | 1                     |
| 7        | Nguyễn Hoàng Đạt       | Bình Phước        | 1                     |
| 7        | Trần Văn Chiến         | Bình Phước        | 1                     |
| 7        | Võ Đức Bảo             | Huế               | 1                     |
| 7        | Phạm Trần Thanh Vũ     | Phú Thọ           | 1                     |
| 7        | Lê Văn Hùng            | Quảng Nam         | 1                     |
| 7        | Nguyễn Ngọc Bin        | Quảng Nam         | 1                     |